# 村御印
村御印（むらごいん）は、江戸時代に加賀藩で行われた年貢の取り決め書。標準的な収穫高と年貢の率などを書面に記し、藩主の印を押して交付した文書。御印が押されていることから「村御印」と呼ばれている。この読み方としては「むらぎょいん」が正しいとする学説もあるが、ここでは通称の方を取った。例えば、富山県高岡市金屋町で2代藩主前田利長の遺徳を偲ぶ「御印祭」は「ごいんさい」と発音されている。

## 加賀藩の改作法と十村制度
加賀藩3代藩主前田利常は改作法の一環として、年貢は百姓個人ではなく村単位で納めさせた。これは「村請」とも呼ばれ、年貢の取立ては藩の役人が行うのではなく、村の有力者が肝煎（きもいり）となり取り仕切ることとした。肝煎は関東地方などで言う庄屋にあたると考えていい。年貢の取り立てなど、藩士がその知行地を直接支配せず、百姓に任せる形を取った。また、この村肝煎を統括した「十村」（とむら）は、2代藩主前田利長が慶長9年（1604年）に十の村を一組としそれらの村の肝煎の頭を決め指揮権を与えたのが起源といわれる。この十村（十村肝煎ともいう）は藩から扶持（報酬としての給米）をもらっていたが、その身分は百姓のままであった。
時代が下るにつれ、十村制度は整備され「無組御扶持人」を筆頭に「御扶持人十村」「平十村」「十村並」「新田裁許」「山廻役」などの役職が設けられた。一般に十村は一つの組を管轄するので、「下牧野村　喜兵衛組」とか「苗加村　次郎左衛門組」など居住する村の名前に個人名をつけて組の名前としていたが、後には「蟹谷組」「五箇山組」のように地域名を組の名前とした。
文政4年（1821）に十村制度は一時廃止され、郡奉行・改作奉行の直轄となるが、天保10年（1839）には復活する。加賀21人、能登23人、越中46人　計86人が十村として任命された。明治3年（1870）郡役所に業務を引き継ぐことで全面廃止となる。

## 村御印の形式
この文書は、ほとんど例外なく「○○郡△△村物成之事」で始まり、△△村百姓中で終わっている。まず「草高」が示される。これは面積から算定した標準的な収穫高で、村単位で設定された。豊臣秀吉の行った太閤検地にならって、面積の基本は検地により算定された。寛文10年（1670年）に加賀藩領内の3411の村へ発布されたものが、最も多く現存している。

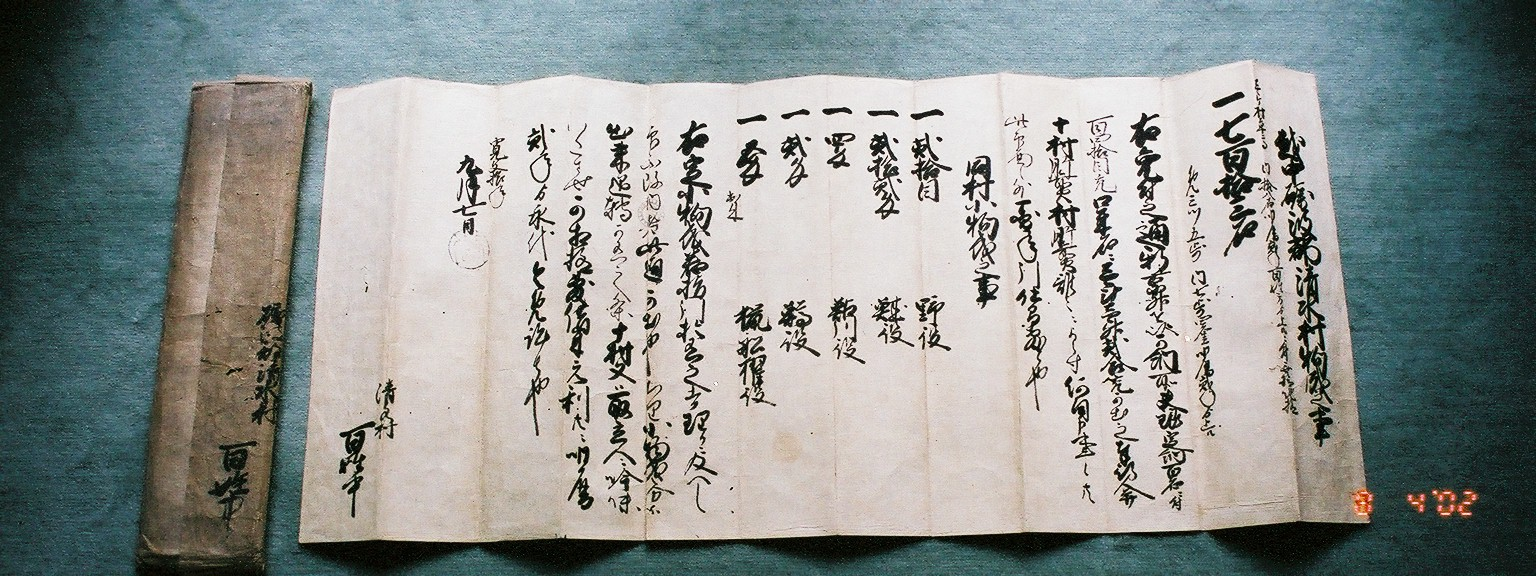
村御印の例　「越中礪波郡清水村物成之事」

## 村御印の用語
- 「免」（めん）は年貢の税率である。上の写真の清水村の場合、免三ツ五分とあり、草高（標準収穫高）713石の35%つまり249石余を年貢米として納めることを規定している。
- 「小物成」（こものなり）は田・畑・屋敷地以外の土地、山野・河川からの収穫物や商売などの収入に賦課される銀納貢租である。つまり銀で納めていた。清水村の場合、野役が二拾目、川魚の漁業の税として鮭の水揚げに対し22匁、鮎に4匁、鱒に2匁、漁業に使う猟船櫂役が5匁となっている。定小物成（じょうこものなり）は額が固定されたもの。散小物成（ちりこものなり）はそのつど額や率を決める臨時のものである。
- 「手上高」（てあげだか）新田開発などにより、増えた収穫高。形の上では百姓より申し出た形としているが、実際には十村など藩からの強い要求があったものと考えられている。
- 「敷借米」（しきがしまい）敷貸米とも書かれる。不作の時に年貢を免除し、その分の米を藩から百姓に貸し与えた形とした。これに年利をつけて返済させていたが、この村御印では百姓より手上高があったことにより元利共に帳消しとしている。
- 「十村肝煎」（とむらきもいり）元来は十ヶ村を統括する村役人という意味であったが、後世には六十ヶ村以上を見ていた十村もあらわれた。
- 「村肝煎」（むらきもいり）は村の統括責任者で、関東・関西などの庄屋、名主にあたる。加賀藩の村では財力だけでなく人望、才覚が備わった有力者が選ばれた。一例として村肝煎の不正が発覚した場合や、肝煎が急病の場合、百姓全員が連名で肝煎交替届けを出し、奉行がこれを聞き届けた文書なども見つかっている。